# 杨家坡镇
杨家坡镇是中国山东省临沂市沂南县下辖的一个镇。

## 行政区划
杨家坡镇下辖杨家坡村、李家坡村、凤泉官庄村、张家埠子村、东大疃村、西大疃村、东太阳村、西太阳村、南双泉村、北双泉村、高阜庄村、曹阜庄村、考疃村、徐家沟村、王家官庄村、李家官庄村、坊南村、管泉村、候宅村、南左泉村、石牛村、宋家官庄村、小徐疃村。